# 稲荷塚古墳群
稲荷塚古墳群（いなりづかこふんぐん）は、埼玉県比企郡川島町にある古墳群。

## 概要
市野川の自然堤防上、下小見野地区に形成された。かつては10数基の古墳が所在したと伝えられている。現在、稲荷塚古墳ただ1基が現存し、川島町教育委員会が標柱を設置している。
その稲荷塚古墳も墳丘の3分の2は削平されている。この古墳は前方後円墳とされ1951年（昭和26年）に周溝と見られる箇所から馬型埴輪の破片が出土した。現在も周辺の田畑からは土器片が見受けられる。また、この埴輪片は現在、同町の旧小見野小学校に開設された「かわじま郷土資料展示室」に
保管され、見学できる。
1969年（昭和44年）10月1日、埼玉県選定重要遺跡に選定された。